# Милутин Ђуричковић
Милутин Ђуричковић (Дечани, 1967) српски је књижевник, новинар и професор.

## Биографија
Рођен је 1. јула 1967. године у Дечанима. Основну и средњу школу завршио је у Дечанима. Дипломирао на Катедри за југословенску књижевност Филолошког факултета у Приштини (1991), где је и магистрирао (2005). Докторирао је на Филозофском факултету у Источном Сарајеву (2009). 
Ради као професор Академије струковних студија у Шапцу. 
Сарадник је многих листова и часописа. Учествовао на 80 научних скупова у земљи и свету. Оснивач je и руководилац Института за дечју књижевност у Београду. Заступљен у 40 антологија поезије и приче за децу и одрасле. Песме су му компоноване и појединачно превођене на 20 језика. 
Био је стални књижевни критичар дневних новина: Политика, Борба, Дневник, Јединство, Побједа. Уређивао часописе Светионик и Наше стварање. 
Члан је Европске академије наука и уметности (Аустрија, 2022), Удружења књижевника Србије, Удружења новинара Србије и Удружења драмских писаца Србије.
Живи у Београду.

## Награде
- Награда „Сима Цуцић“, за најбољу књигу за децу, Зрењанин, 2010. и 2023.
- Награда за најбољу дечију књигу године, Подгорица, 2010,
- Награда Раде Обреновић, најбољи роман године за децу, Нови Сад, 2011,
- Доситејево перо, трећа награда дечијег жирија, Београд, 2011. и 2013,
- Награда за најбољу дечију књигу године, Подгорица, 2016,
- Gonfaloniere dell’Unione Mondiale dei Poeti, Италија, 2016,
- Награда "Ана Франк", Скопље, 2017,
- Diploma of doctor honoris causa, Украјина, 2018,
- Art Danubius, Мађарска, 2022,
- Rahim Karim, Kиргистан, 2023,
- Бранислав Лазаревић, Крушевац, 2024,
- Ћазим Муса Ћатић, БиХ, 2024,
- Врачарска повеља, Београд, 2025,
- Лукијан Мушицки, Београд, 2025.

## Дела

### Књиге песама за одрасле
- Хиландарски печат, Јединство, Приштина, 1992,  52118791
- Наранџа у врту, Ваљевска штампарија, Ваљево; Културно-просветна заједница Косова и Метохије, Приштина, 1992,  7306764
- Светиљка у чамцу, Удружење хаику песника Југославије, Ниш; Библиотека "Мацуо Башо", Кула, 1993,  20280076
- Једноставни предели, Гносос, Београд, 2001,  90462476

### Књиге песама за децу
- Чаролије, Удружење црногорских писаца за дјецу и младе, Подгорица, 1994,  106355980
- Ја ћу бити гроф, Књиготека, Београд, 1998,  61764108
- Седма страна света (коаутор), Књиготека, Београд, 2002,,  9436723
- Дечак који је прогутао море, Књиготека, Београд, 2002,  97501708
- Књига пуна смеха, Гносос, Београд, 2005,  125427980
- Заувек дете, Алма, Београд, 2018,  268631820
- Балада о татиној ташни, Панорама, Јединство, Приштина, Косовска Митровица, 2024,

 154306057

### Књиге прича за децу
- Приче са царског престола, Libro company, Краљево, (2008)  978-86-86473-15-8
- Невероватне приче, Алма, Београд, 2010,  176779788

### Романи за децу
- Како су расли близанци, Bookland, Београд, 2011,  186377996
- Какав отац, такви близанци, Bookland, Београд, 2012,  192833036
- Близанци и породични циркус, Bookland, Београд, 2014,  206068236
- Ја те волим, а ти како хоћеш, Bookland, Београд, 2016,  225415692
- Близанци и петак 13,  Bookland, Београд, 2017,  253862156
- Близанци свирају рок, Bookland, Београд, 2018,  269046028
- Близанци и нове авантуре, Bookland, Београд, 2019,  279454476
- Преко границе, Алма, Београд, 2021,  34425097
- Близанци у акцији,  Институт за дјечију књижевност у БиХ, Тешањ, 2024, 61580038
- Близанци и њихови преци, 4CE, Беoград, 2025,  162967305

### Антологије
- Најдража река, Књиготека, Београд, 1999,  70220359
- Небески храм, Гносос, Београд, 2001,  176995079
- Антологија драмских текстова за децу, Боокланд, Београд, 2002,  97746444; 2006,  128824588
- Даривање лепоте, Боокланд, Београд, 2003,  104189452
- Музеј играчака (коаутор), Збрда-здола, Крушевац, 2006,  134237196
- Све, све, али за инат, Алма, Београд, 2007,  138195468
- Коло пријатеља, Алма, Београд, 2007,  140198924
- Шапат океана, Алма, Београд, 2007,  143641868
- Незванична верзија, Удружење хумориста и сатиричара Црне Горе, Подгорица, 2008,  12339216
- Повратак, Григорије Дијак, Центар за исељенике Црне Горе, Подгорица, 2008,  12618000
- Свет у џепу, Bookland, Београд, 2008,  150572044; 2015,  220391436
- Чаробни млин, Bookland, Београд, 2013,  197135116
- Антологија драмских текстова за децу II, Bookland, Београд, 2013,  201365772
- Љубичасти кишобран, Легенда, Чачак, 2014,  210544652
- Пуне руке радости (коаутор), Београд, Рашка школа; Краљево, Алфеус арт, 2014,  209437964
- Вилинско острво (коаутор), Врање, Плутос; Рашка школа, Београд, 2015,  215512076
- Ватра у степи (коаутор), Алма, Београд, 2016,  222060044
- Одакле долази дан (коаутор), Алма, Београд, 2016,  224132364
- Преподневне једночинке, Легенда, Чачак, 2016,  226557964
- Весело пролеће (коаутор), Банатски културни центар, Ново Милошево, 2019,  330987015
- Кошута и месец (коаутор), Алма, Београд, 2019,  280133132
- Срце од свиле, Bookland, Београд, 2020,  28806665
- Незаборавна путовања, Bookland, Београд, 2020,  28733705
- Шарени букет (коаутор), Алма, Београд, Свежий взгляд, Санкт Петербург, 2020,  14471433
- Звездице сна, Bookland, Београд, 2021,  54016009
- Мали чаробњаци, Панорама-Јединство, Приштина [тј.] Косовска Митровица, 2022,  77589257
- Поштована публико, Bookland, Институт за дечју књижевност, Београд, 2023,  133947657
- Славуј у дворишту (коаутор), Институт за дечју књижевност, Београд, Перун артис, Битољ,  2024,  136923145
- Процвали божури (коаутор), Институт за дечју књижевност, Центар за културу Врачар, Београд, 2024,  153938441

### Позоришна критика
- Енергија покрета, Гносос, Београд; Бијели Павле, Даниловград, 2006,  136023820

### Књижевна критика
- Писци и детињство, Легенда, Чачак, 2012,  194271500

### Монографије
- Мит и завичај (коаутор), Књиготека, Београд, 2000,  82768432
- Поетика детињства, Бијели Павле, Даниловград, 2007,  12108560
- Жудња за игром, Алма, Институт за дечју књижевност, Београд, 2022,  82464521

### Хрестоматије
- Књижевност за децу и младе у књижевној критици 1 (коаутор), Висока школа за васпитаче струковних студија, Алексинац; Libro company, Краљево, 2007,  143838476
- Књижевност за децу и младе у књижевној критици 2 (коаутор), 2007,  143838476
- Култура говора (коаутор), Краљево, Libro company; Алексинац, Висока школа за васпитаче струковних студија, 2008,  151878668
- Сунце у прозору, Григорије Дијак, Подгорица, 2009,  14722064
- Одвијање свитка, Алма, Београд, 2018,  268320524

### Приручници
- Паметна књига о школском позоришту (коаутор), Народна библиотека „Јован Поповић“, Кикинда 2011;  267825159; Центар за културу и уметност, Алексинац, 2013,  199155212

### Фолклористика
- Ход по сунцу, Гносос, Београд, 2003,  111800076
- Народне легенде и предања, Bookland, Београд, 2007,  136959756
- Народна веровања и обичаји, Bookland, Београд, 2007,  137144588
- Златне речи, Алма, Београд, 2009,  154843148
- Са народних извора (коаутор), Дервентски лист и Радио Дервента, Дервента, 2014,  4452888
- Ризница народних веровања и обичаја у Срба, Bookland, Београд, 2016,  222645260
- Народне легенде и предања, Bookland, Београд, 2021,  54108681

### Компоноване песме за децу (звучни CD)
- Музика пуна смеха (Центар за културу и уметност, Алексинац, 2014)  205206284
- Рокенрол за децу 1 (Центар за културу и уметност, Алексинац, 2016)  222137100
- Рокенрол за децу 2 (Центар за културу и уметност, Алексинац, 2016)  222137356

### Публицистика
- Писци имају реч (коаутор), Завод за уџбенике, Београд, Графика Галеб, Ниш, 2019,  278668812

### Сатира
- Игра је завршена, Алма, Београд, 2008.  146312716
- Нови графити, Алма, Београд, 2008.  151629324
- Поруке на зиду, Пчелица издаваштво, Чачак, 2018,  265417484

### Приређене књиге
- Ристо Бодражић: Mein Lebensweg /Мој животни пут (коаутор), Гносос, Београд, 2004,  56421786
- Вук Врчевић: Српске народне питалице, Bookland, Београд, 2011,  186392332
- Бранко В. Радичевић: Деветаци, Bookland, Београд, 2012,  192891148
- Маи Ван Фан: Варијације у кишној ноћи, Алма, Београд, 2017,  229827084
- Ли Куеи Шиен: Време сумрака, Алма, Београд, 2017,  29996556
- Сигма Сатиш: Женске муке, Алма, Београд, 2017,  231753484
- Данијел Пиксијадес: Свечаност воде, Алма, Београд, 2017,  231731468
- С. Т. Аксаков: Прурпурни цветић, Алма, Београд, 2017,  229640460
- Аслор Алајаров: Моћ огледала, Алма, Београд, 2017,  233180428
- Гили Хаимович: Белешка, Алма, Београд, 2017,  237458444
- Сантош Алекс: Бела птица, Алма, Београд, 2017,  250081292
- Фадила Месаи: Очи ветра/ The Eyes Of The Wind, Алма, Београд, 2018,  264072460
- Милан Петек Левоков: Бајке сиње птице, Алма, Београд, 2018,  258512140
- Рубен Гарсија Кеболеро: Дани спокоја/ Days of calm, Алма, Београд, 2018,  262049036
- Бхисма Упрети: Светлост на путу, Алма, Београд, 2018,  265875212
- Јури Талвет: Од снова и снега, Алма, Београд, 2018,  265876236
- Хилал Карахан: Ноћна лирика, Алма, Београд, 2018,  271047436
- Дмитро Чистјак: Море у камену, Алма, Београд, 2018,  268266764
- Атанас Ванчев де Траси: Илуминације и екстазе, Алма, Београд, 2018,  267540236
- Брајеш Кумар Мевадев: Киша, Алма, Београд, 2018,  265730572
- Maрија до Самеиро Барозo: Тишина земље, Алма, Београд, 2019,  273067020
- Антанас А. Јонинас: Носталгија предграђа, Алма, Београд, 2019,  279684876
- Валериј Тургај: Мелодије ноћи, Алма, Београд, 2019,  279659020
- Милан Петек Левоков: Лаку ноћ, Буковски, Алма, Београд, 2019,  272482572
- Лука Бенаси: Очи и звезда, Алма, Београд, 2019,  278921228
- Рахим Каримов: Приче за децу, Алма, Београд, 2019,  278906892
- Вјера Бенкова: На рубу сна, Алма, Сунчани брег, Београд, 2019,  279033356
- Рикардо Рубио: Описивање света, Алма, Београд, 2019,  276925196
- Лаура Гараваља: Живе ствари / La Presenza viva delle cos, Алма, Београд, 2020,  283414028
- Maквала Гонашвили: Љубичасти мирис, Алма, Београд, 2020,  24868617
- Константин Барбу: У кавезу ништавила, Алма, Београд, 2020,  21668873
- Лео Бутнару: Пространство у снегу, Алма, Сунчани брег, Београд, 2020,  19074825
- Михај Фирика: Јануар без тебе, Алма, Београд, 2020,  14293257
- Јаковос Тирас Карамолегкос: Хелијада, Алма, Сунчани брег, Београд, 2020,  19569417
- Петер Демењ: Жудња и време, Алма, Београд, 2020,  282365964 и 2022. 72421385
- Абдукахор Косим: Плес на киши, Алма, Београд, 2020,  18077961
- Иштван Турци: Космичко платно, Алма, Београд, 2020,  283123980 и 2022. 72423433
- Елдар Ахадов: Смисао живота, Алма, Сунчани брег, Београд, 2021,  33642249
- Глорија Миндок: Пепео, Алма, Београд, 2021,  41524489
- Ана Хелберштат: Мале ноћне песме, Алма, Београд, 2021,  47333641
- Данијел Левенте Пал: Сунчева светлост и месо, Алма, Београд, 2021,  39511561 и 2022,  72419593
- Родика Мариан: Ренесанса огледала, Алма, Београд, 2023,  106901769
- Час у природи (коаутор), Центар за културу „Врачарˮ, Београд, 2023,  127396617

### Преведене књиге
- Як росли двойнята (превод Меланија Римар), Руске слово, Нови Сад, 2016,  308872455
- Bup be song sinh toi tra đat (превод Nguyễn Thị Thùy Linh), Ha noi, Vietnam, (2016)  978-604-53-7830-4
- The adventures of twins, Lulu Press, Inc. Morrisville, USA (2017)  978-1-365-72831-0
- Како растеа близанците (превод Васил Толевски), Песнопој, Битола, (2017)  978-608-246-104-5
- How the twins grew up, Latur, India, (2017),
- Wie die zwillinge wuchsen (превод Dragica Shroder), Hilden, Deutchland, (2017)  978-3-00-056966-1
- Kako sta rastla dvojčka (превод Jože Brenčič), Volosov hram, Maribor, 2017. (ISBN ),
- How the twins grew up, Thunder Bay, Canada, (2017)  978-0-9958829-0-4
- Kako su rasli blizanci (на хебрејском), Haver Laet, Tel Aviv, 2017,  267316236
- Sono futago wa donoyonishite otona ni nattaka/ How the twins grew up (на јапанском и енглеском),Japan Universal Poets Association, Kyoto, 2017,  268346892
- Kako sta rasla dvojčka (на словеначком), Zavod Volosov hram, Pekel, 2017,  92724225
- Oi peripeteies ton didymon (на грчком) [S. l.] : P. Ioannoy, 2017,  978-9963-2460-1-4
- طفولة التوأم المشاغب (на арапском), Dar Asfar, Saudijska Arabija, 2018,  -978-603-9103-03-3 неважећи
- Si janë rritur binjakët (на албанском), Bogdani, Prishtinë, 2018,  34497289
- How the twins grew up / Makurire akaita mapatya (на енглеском и шона језику), Chitungwiza, Mmap - Mwanaka Media and Publishing, 2018,  33917449
- Как росли близнецы (на руском), ХЖО, Алматы, Казахстан, 2018,  -978-601-06-4870-8
- Hogyan nőttek fel az ikrek (на мађарском), Demokratska zajednica Mađara Hrvatske, Rijeka, 2018,  9789535963516
- O crescimento dos gémeos (на португалском), [S. l.] : Livros Aedo, 2018,  33621257
- ԻՆՉՊԵՍ ԷԻՆ ՄԵԾԱՆՈՒՄ ԵՐԿՎՈՐՅԱԿՆԵՐԸ (Kaко су расли близанци, на јерменском), Јереван, Издавачка кућа „Јерменија”, 2018,  978-5-540-02471-6
- Kako su rasli blizanci (на хинди језику), The Literati Council Publication Division, Aurangabad, 2019,  37705737
- Cómo crecieron los gemelos (на шпанском), La Luna Que, Buenos Aires, 2019, {{COBISS|ID=15335945
- Эгзидер кантип чоноюшту? (на киргиском), Кыргызстан, Ош : [б. и.], 2019,  15337225
- Эгизаклар кандай улгайди? (на узбекистанском), Turon-Iqbol, Тошкент, 2019,  15374345
- Comment grandirent les jumeaux (на француском), [S. l.] : Livros Aedo, 2019,  59468297
- Hogyan nottek fel az ikrek (на мађарском), Budapest, AB ART, 2019,  15323401
- Як виростають близнюки (на украјинском), Самiт-Книга, Киiв, 2019,  15409673
- Kaip augo dvyniai (на литванском), Naujoji Romuva, Vilnius, 2019,  116342793
- Kuidas kaksikud suureks said (на естонском), [S. l.]: Avita kirjastus, 2019,  33947401
- Ikizler nasil buyurler (на турском), Artshop, Birinci baski, Istanbul, 2019,  -9786057903129
- Cum au crescut gemenii (на румунском), Revers, Craiova, 2019,  33624585
- How the twins grew up (на енглеском), Ukiyoto, Toronto, 2020,  33618697
- Јinsi mapacha walivyokua (на свахили језику), “Kistrech Theatre International”, Кisii, Kenia, 2020, ISBN: 978-9966-1779-9-5
- Близнаците и семејниот циркус (на македонском), Перун Артис, Битола, 2020, COBISS.MK-ID 51337221
- Эkizlэrin macэralari (на азербејџанском) [S. l.]: Mücrü, 2020,  33953033
- Kako su rasli blizanci (на грузијском) [S. l.] : [s. n.], 2020,  37708297
- How the Twins Grew Up/ Cómocrecieron los gemelos (на енглеском и шпанском), Jade Publishing, Corpus Christi, USA, 2020,  33617929
- Cum au crescut gemenii (на молдавском), Chişinǎu, [s. n.], 2020,  33623049
- Дугоникхо чи тавр калон шуданд (на таџичком), Ирфон, Душанбе, 2020,  33972745
- Йěкрешсен пурнǎçěнчен (на чувашком), Шупашкар, Русија, 7-мěш типографи, 2020,  33975817
- Cum au crescut gemenii (на румунском), Chişinǎu, Румунија, [s. n.], 2020,  33623049
- Jak dorastali bliźniacy (на пољском), Ruthenus, Krosno, 2020,  33626377
- How the twins grew up (на енглеском), Červená Barva Press, cop. Somerville, 2021,  47810569
- Сómo crecieron los gemelos (на шпанском), La palabra Escrita, Mexico, 2021, ISBN: 978-607-983316-6-9
- Kako su rasli blizanci (на кинеском), [S. l.] : [s. n.], 2021,  47861513
- Как росли близнецы (на руском), Издательство Евгения Степанова, Москва, 2021,  123582217
- Нови авантури на близнаците (на македонском) Перун артис, Битола, 2021,  54831365
- Тайният живот на близнаците (на бугарском), Знаци, Бургас, 2021,  33630729
- ﻣﺎﺟﺮھﺎی دوﻗﻠﻮھﺎ (на персијском), Urmia, Adanil (Iran), 2022. ISBN: 978-622-96544-5-3
- How the twins grew up (на енглеском), Transcendent zero press, Houston, 2022,  78255113
- (বাংলা): হাউ া ইনস িউ আপ (Како су расли близанци, на бенгалском), 2023, Baatighar, Dhaka, Bangladesh, ISBN: 978-984-98137-0-5
- Hur tvillingarna växte upp (на шведском), Daorson, Skövde, 2022,  78252809
- Wie die Zwillinge heranwuchsen (на немачком), Expeditionen ; [Wuppertal] : Das Bosnische Wort, Hamburg, 2022,  86167561
- Tvillingernes opvækst (на данском), [S. l.]: Det Poetiske Bureau, 2023,  23679753
- Cum au crescut gemenii (на румунском), Cervantes, Bucureşti, 2023,  130759945

### Уредник часописа
- Светионик (Краљево, 2008-2010)
- Наше стварање (Алексинац, 2010-2011).